# Стефан Лазаревић
Стефан Лазаревић (Крушевачки град, 1377 — Главица код Младеновца, село Марковац, заселак Црквине, 19. јул 1427), познат и као Стеван Високи, са титулама кнеза (1389—1402) и деспота (1402—1427) владао је Србијом. Био је син кнеза Лазара. У своје време је важио за једног од најбољих витезова и војсковођа, а његова књижевна дела га чине једним од највећих српских књижевника у средњем веку.
Деспот Стефан је био врстан дипломата свога времена и разумео се у тадашњу геополитичку ситуацију. Увек је настојао гледати са којом страном је најбоље имати сарадњу и вазалне односе, све зарад добробити свог народа. Био је вазал, добар и близак сарадник са Османлијама, Византинцима и Угарима, што показује његову политичку спретност, која га, уз врхунске милитарне способности и законодавну власт сврстава међу најбоље српске средњовековне владаре, по многима чак и најбољег и најспособнијег.
Након очеве погибије у Косовском боју 1389, као малолетан је дошао на власт и уз помоћ мајке Милице Хребељановић владао је до свог пунолетства 1393. године.
Као османски вазал, млади Стефан је предводио српске помоћне одреде у биткама на Ровинама, код Никопоља и Ангоре. После битке код Ангоре је од Византинаца у Цариграду добио звање деспота (1402), а крајем 1403. или почетком 1404. године, ступио је у вазалне односе и са угарским краљем Жигмундом од кога је добио Мачву, Београд (у који 1405. сместио своју престоницу), Голубац и друге поседе, а касније (1411) и Сребреницу.
После великог пораза код Ангоре, отпочео је грађански рат у Османском царству, али и сукоби међу српском властелом, прво између Лазаревића и Бранковића, а потом и између самог Стефана и његовог млађег брата Вука. Сукоби у Србији су се окончали 1412. измирењем Стефана и његовог сестрића Ђурђа, док је као победник из борби међу Османлијама изашао 1413. Мехмед I, захваљујући српској помоћи, након чега је, за Србију, уследио период мира. После смрти свог сестрића Балше III Балшића, наследио је Зету, око чијих приморских градова је водио рат против Млечана. Пошто није имао деце, Стефан је на сабору у рудничкој Сребрници 1426. именовао свог сестрића Ђурђа за наследника.
На унутрашњем плану, он је сломио отпор властеле, а периоде мира је искористио за снажење Србије у политичком, економском, културном и војном погледу. Он је 29. јануара 1412. објавио „Законик о рудницима”, са посебним делом којим се уређује живот у, тада највећем руднику на Балкану, Новом Брду. Тиме је додатно појачао развој рударства, које је било главна привредна грана тадашње Србије, тако да је крајем његове владавине Србија била један од највећих произвођача сребра у Европи. На пољу архитектуре, наставља се развој Моравског стила, који је започео у доба његових родитеља, градњом Раванице, Лазарице и Љубостиње.
Био је велики покровитељ уметности и културе пружајући подршку и уточиште како ученим људима из Србије, тако и избеглицама из околних земаља које су заузеле Османлије. Поред тога, он је и сам био писац, а његово најзначајније дело је „Слово љубве” које се одликује ренесансним цртама. Поред књижевног стваралаштва самог деспота, у овом периоду се, између осталих, јављају Константин Филозоф и Григорије Цамблак, а развија се и богата преписивачка делатност (Ресавска преписивачка школа).

## Порекло и породица
Стефан је био син Лазара Хребељановића и његове супруге Милице, која је припадала бочној линији Немањића, пошто је њен отац, кнез Вратко, био непосредни потомак Вукана, најстаријег сина Стефана Немање. Поред Стефана, они су имали још седморо деце.
| Стефанова браћа и сестре | Стефанова браћа и сестре       | Стефанова браћа и сестре                                                                                       | Стефанова браћа и сестре |
| ------------------------ | ------------------------------ | --- | ------------------------ |
| Стефанова браћа          |                                | |                          |
| Име                      | Живео                          | Титула |                          |
| Добровој                 | (умро као мало дете)           | |                          |
| Вук                      | (?—1410)                       | кнез |                          |
| Стефанове сестре         |                                | |                          |
| Име                      | Живела                         | Брак(ови) |                          |
| Мара                     | (?—1426)                       | Вук Бранковић, око 1371. године                                                                                |                          |
| Јелена                   | (?—1443)                       | 1.Ђурађ II Страцимировић Балшић (1385—1403), око 1386. године 2.Сандаљ Хранић Косача (1392—1435), 1411. године |                          |
| Драгана                  | (?—?)                          | Јован (1371—1395) или његов син Александар (Искандер) Шишман, око 1386. године                                 |                          |
| Теодора (Јелена)         | (?—пре 1405)                   | Никола II Горјански, око 1387. године                                                                          |                          |
| Оливера                  | (око 1378 — после 1443./1444.) | Бајазит I (1389—1403), 1390. године                                                                            |                          |

Стефан Лазаревић се у септембру 1405. оженио Јеленом, ћерком Франческа II Гатилузија (1384—1404), ђеновљанског господара Лезбоса и сестром Ирине (Евгеније) Палеолог, супруге Јована VII (савладар 1376—1379, цар 1390, регент 1399—1403). Овај брак је био уговорен током његовог боравка у Цариграду 1402, у доба када је градом и Византијом управљао Јован VII, у име свог стрица Манојла II (савладар 1373—1391, цар 1391—1425). Јелена и Стефан нису имали деце, а она се после склапања брака у изворима не спомиње, нити је приказана у ктиторским композицијама Стефанових задужбина, на којима је он увек насликан сам.

## Живот и владавина
Након очеве погибије у Косовском боју 1389, као малолетан је дошао на власт и уз помоћ мајке Милице Хребељановић је владао до свог пунолетства 1393. године.
Као османски вазал, предводио је српске помоћне одреде у биткама на Ровинама, код Никопоља и Ангоре. Са својим снагама је Османлијама донео победу над здруженим европским крсташким снагама у бици код Никопоља, а његова борбеност у бици код Ангоре задивила је турко-монголског владара Тамерлана После ње је од Византинаца у Цариграду добио титулу деспота (1402), а крајем 1403. или почетком 1404. године, ступио је у вазалне односе и са угарским краљем Жигмундом од кога је добио Мачву, Београд (у који је 1403. године сместио своју престоницу), Голубац и друге поседе, а касније (1411) и Сребреницу. Приликом Жигмундовог обнављања витешког реда Змаја, у децембру 1408. године, Стефан се нашао на другом месту међу витезовима, одмах иза самог угарског краља.
После великог пораза код Ангоре, отпочео је грађански рат у Османском царству, али и сукоби међу српском властелом, прво између Лазаревића и Бранковића, а потом и између самог Стефана и његовог млађег брата Вука. Сукоби у Србији су се окончали 1412. измирењем Стефана и његовог сестрића Ђурђа, док је као победник из борби међу Османлијама изашао 1413. Мехмед I, захваљујући српској помоћи, након чега је, за Србију, уследио период мира. После смрти свог сестрића Балше III Балшића, наследио је Зету, око чијих приморских градова је водио рат против Млечана, који је окончан мировним уговорима из 1423. и 1426. године. Пошто није имао деце, Стефан је на сабору у Сребрници 1426. године именовао свог сестрића Ђурђа за наследника, а средином наредне године је умро у лову, од срчане капи.
На унутрашњем плану, он је сломио отпор властеле, а периоде мира је искористио за снажење Србије у политичком, економском, културном и војном погледу. Он је 29. јануара 1412. објавио „Законик о рудницима”, са посебним делом којим се уређује живот у, тада највећем руднику на Балкану, Новом Брду (Статут Новог Брда). Тиме је додатно појачао развој рударства, које је било главна привредна грана тадашње Србије, тако да је крајем његове владавине Србија била један од највећих произвођача сребра у Европи. На пољу архитектуре, наставља се развој Моравског стила, који је започео у доба његовог оца градњом Раванице и Лазарице. У периоду од 1407. до 1418. године подиже своју главну задужбину, манастир Ресаву (Манасију), последњу монументалну задужбину српског средњег века, а Београд је од порушеног пограничног градића претворио у модерну утврђену европску престоницу, проширивши га готово десет пута.
Био је велики покровитељ уметности и културе пружајући подршку и уточиште како ученим људима из Србије, тако и избеглицама из околних земаља које су заузеле Османлије. Поред тога, он је и сам био писац, а његово најзначајније дело је „Слово љубве” које се одликује ренесансним цртама. Поред књижевног стваралаштва самог деспота, у овом периоду се, између осталих, јављају Константин Филозоф и Григорије Цамблак, а развија се и богата преписивачка делатност (Ресавска преписивачка школа).
Српска православна црква га је канонизовала 500 година након његове смрти 19. јула 1927. и слави га 1. августа (19. јула по јулијанском календару) као светог Стефана деспота Српског. Успомена на њега очувана је и у српској народној традицији, која га памти као змајевитог јунака Високог Стефана, не само на простору којим је владао, већ на знатно ширем простору насељеном Србима, а за његову личност је везана народна изрека: „и ти можеш, и коњ ти може, али ти Бог не да”.

### Ране године и долазак на власт
Стефан Лазаревић је рођен, највероватније, 1377. у Крушевцу, престоници свог оца, кнеза Лазара. После Косовске битке 15. јуна 1389, у којој је погинуо његов отац, Стефан је постао нови кнез, у чије име ће до његовог пунолетства владати његова мајка, кнегиња Милица.
Он је дошао на власт у специфичном тренутку, по државу Лазаревића, која се нашла у окружењу моћних суседа. Са једне стране био је Бајазит I, који се после Косовске битке повукао да би учврстио своју власт међу Османлијама, док се у непосредном суседству налазио Вук Бранковић, муж Стефанове сестре Маре, који је после битке постао најмоћнији српски великаш. Западни сусед Лазаревића био је Твртко I (бан 1353—1377, краљ 1377—1391) који се сматрао легитимним наследником Немањића и Косовску битку је приказивао као сопствену победу над Османлијама, док су се на северу њихови поседи граничили са Угарском, краља Жигмунда.
Већ 7. јула исте године, три седмице после битке, Жигмунд је упутио Николу Горјанског да преговара са Вуком Бранковићем о стварима „које су на корист вашу (Вукову) и рашке земље (Србије)”, при чему је унапред потврђивао све договоре које би они постигли. Иако су и Никола и Вук били ожењени Стефановим сестрама, није био редак случај у то доба да јаки суседи, па чак и блиски сродници, потисну са власти легитимне наследнике који су малолетни. Исход ових преговора није познат, али је већ на јесен, Жигмунд отпочео офанзиву против Лазаревића. Његове снаге су у октобру прешле реку Саву и почетком новембра су опселе и заузеле тврђаве Борач и Честин, код данашњег Кнића.
У оваквим околностима, државни сабор је уз подршку патријарха Спиридона (1379—1389), донео одлуку о склапању мира и прихватању врховне власти султана Бајазита, после чега су отпочели преговори са Османлијама, који су окончани склапањем мира, пре средине 1390. године. Детаљи доношења овакве одлуке нису ближе познати, али је извесно да је она донета пре смрти патријарха Спиридона, 18. августа 1389. године.
Према склопљеном миру, кнез Стефан се обавезао на слање помоћних одреда османском султану и плаћање данка, али и на то да се са млађим братом Вуком и виђенијом властелом, једном годишње појављује на султановом двору и потврђује своју покорност Бајазиту. Поред ових уобичајених вазалних обавеза, Бајазиту је за жену дата, најмлађа ћерка кнеза Лазара и кнегиње Милице, Оливера, коју је, њен брат и нови кнез, Стефан, лично морао да одведе султану Бајазиту у Бурсу. Последице овог мира биле су одмах видљиве, јер су већ током лета 1390, српске снаге ојачане османским помоћним одредима, повратиле изгубљене градове, а вероватно су у склопу тих операција и Османлије заузеле Голубац.
Података о активностима Вука Бранковића током овог периода нема. Извесно је да је он после Косовске битке настојао да прошири своју област (између осталог, овладао је и делом Полимља), а користио се истом титулом коју је пре њега користио кнез Лазар (господар Србљем и Подунавију). Међутим, већ почетком маја 1390, он се осећао угроженим и затражио је од Дубровачке републике да му омогући сигурно уточиште, уколико се нађе у неприлици, што би се могло повезати са османским одредима који су током лета помогли Лазаревићима да потисну Угаре из њихове државе. Иако су интереси кнеза Стефана тј. Лазаревића, са једне и Вука Бранковића, са друге стране, били сукобљени после Косовске битке, нема података да је дошло до неког непријатељства међу њима. Напротив, у изворима је забележено да је Вук присуствовао свечаном преносу моштију кнеза Лазара из његове престонице Приштине, у манастир Раваницу, крајем 1390. и почетком 1391, а познато је и да је на његовом двору, током 1392, боравила кнегиња Милица.
Сукоби на српско-угарској граници, настављени су током наредне две године, а у њиховом сузбијању је учествовао и сам Жигмунд, који је у више наврата долазио са војском на реку Дунав. Он је у лето 1392. код Ковина прешао реку и продро у Србију до Ждрела на Млави, након чега се повукао и покушао да освоји Голубац. Истовремено, област Вука Бранковића се нашла на удару Османлија. Почетком 1392. они су заузели Скопље и наставили продор на север, што је приморало и Вука да до краја године склопи мир са Бајазитом и постане његов вазал.

### Кнез Стефан Лазаревић

#### Битке на Ровинама и код Никопоља
Током 1393, Стефан је постао пунолетан и преузео власт, а његова мајка се замонашила и као монахиња Евгенија, повукла у своју задужбину, Љубостињу. Исте године, Бајазит се обрачунао са својим бугарским вазалима, због њихових наводних веза са угарским краљем Жигмундом. Он је после опсаде заузео Трново и уништио Трновску Бугарску, којом је, до тада, владао муж Стефанове сестре Драгане, Јован Шишман. После овога, многи учени људи напустили су Бугарску и потражили уточиште у околним хришћанским земљама, међу којима је била и Стефанова Србија.
Крајем исте године и почетком наредне, Бајазит је почео да окупља своје хришћанске вазале у Серу. Сваком од њих је упутио одвојени захтев да дође, тако да нико од њих није знао да ће се сви заједно појавити у Серу. Није познато ко је све дошао у Сер, али се у изворима поред кнеза Стефана, помињу Византинци, цар Манојло II (1391—1425), његов братанац Јован VII (1390) и брат, морејски деспот, Теодор I (1383—1407), али и српски господар Велбужда Константин Драгаш. Сматра се да је Бајазит, највероватније, планирао да побије своје вазале у Серу и преузме њихове земље. Он је издао наређење да се они погубе, али оно није извршено одмах, након чега се предомислио, после чега је део њих отпустио кућама, док је са преосталима довршио освајање Тесалије и заузео Солун (12. априла).
Током јесени 1394, Бајазит је почео да окупља своје вазале, за поход против влашког војводе Мирче Старијег (1386—1418). Као пунолетан, Стефан је први пут лично предводио српске помоћне одреде, а поред њега, османској војсци су се, од српских великаша, прикључили Марко Мрњавчевић (1371—1395), Константин Драгаш и Константин Балшић, са својим снагама. Бајазитове снаге су прешле Дунав и до битке је дошло 17. маја 1395. на Ровинама, недалеко од данашњег Арада. Она се највероватније окончала османским поразом, али Бајазитове снаге нису претрпеле значајне губитке. Са друге стране, влашки војвода је после битке признао султанову врховну власт и обавезао се да му плаћа данак. У самој бици су погинули Марко Мрњавчевић и Константин Драгаш, а Бајазит је Османском царству припојио њихове зависне државе. Према наводима Константина Филозофа из житија Стефана Лазаревића, Марко је пред битку Константину Драгашу рекао: „Ја кажем и молим Господа да буде хришћанима помоћник, а ја нека будем први међу мртвима у овом рату”.
Османлије су након битке заузеле Видин, а њихове трупе су, ојачане српским помоћним одредима, упале, током лета 1396, у Банат, а почетком исте године и у област Вука Бранковића и том приликом су заузеле њен већи део, са Приштином.
Међутим, победа на Ровинама је покренула последњи велики крсташки поход, у коме су учествовале снаге из Енглеске, Француске, Немачке и других европских земаља. Њима су се прикључила трупе угарског краља и влашког војводе, као и млетачка флота, која је, преко Црног мора требало да уплови у Дунав и пружи подршку војсци на копну. Крсташке снаге су се окупиле у Угарској, после чега су прешле Дунав и заузеле Видин. Након тога, поход је настављен низ Дунав и опседнут је Никопољ, у коме се налазио османски гарнизон. Бајазит је због продора крсташа, прекинуо блокаду Цариграда и упутио се ка Дунаву, а његовим снагама су се код Пловдива, прикључили и српски помоћни одреди са Стефаном Лазаревићем на челу.
До велике битке дошло је 25. септембра и у њој су крсташке снаге потпуно разбијене. Иако бројчано веома велика, крсташка војска је била разнолика, што се одразило на одсуство заједничке команде и слабу координацију на бојном пољу, а један од фактора било је и потпуно непознавање османске војске и њеног начина борбе, код западних војски. После почетног успеха крсташа, уследио је противудар Османлија који је зауставио улазак угарских снага у битку, које су почеле да их потискују. У том, преломном тренутку битке, у њу су се укључили српски оклопници, предвођени Стефаном, који су пробили угарске редове и напали главни угарски стег, који је носио Никола Горјански (муж Стефанове рођене сестре Теодоре). Они су успели да га оборе, што је имало пресудан утицај на ток битке, јер су крсташи помислили да ја краљ Жигмунд погинуо и да је битка изгубљена, док су угарски команданти убедили самог Жигмунда да је битка практично изгубљена и да је боље да се повуче са бојишта и спасе. После тога крсташки редови су се распали и уследио је прави покољ. Један од учесника у бици, Јохан Шилтбергер, овако описује српски напад:
Када су сви (турски) пешаци побијени, краљ је напао други одред који су чинили коњаници. Када је турски краљ видео краљев напад, спремао се да побегне са бојишта, али је војвода Рашке (Србије), познат као Деспот, видевши ово, улетео да помогне турском краљу са 15.000 пробраних људи и још много других витезова, и деспот је јурнуо са својим људима на краљев стег и оборио га.
Према неким мишљењима, српске снаге су биле сакривене у једном шумарку, на левом крилу Бајазитових снага, због чега је њихов удар на Угаре уследио изненада, највероватније са бока или чак, са леђа.
Последице пораза код Никопоља за хришћанске државе на Балкану су биле катастрофалне. После ње је уништено Видинско царство, заузета је Атина (1397), Морејска деспотовина је поново опустошена, пад Цариграда је постао практично неизбежан, а област Вука Бранковића су заузеле Османлије. Он сам је заробљен и врло брзо (6. октобра 1397) је и умро у заробљеништву. Већи део његових области је предат на управу кнезу Стефану, мали део (са средиштем у Вучитрну) остављен је његовој супрузи Мари и синовима (Гргуру, Ђурђу и Лазару), док су Османлије под својом неспоредном влашћу задржале стратешки битна места. Поред тога, османске снаге су упале у Угарску и опљачкале њене јужне делове, а нарочито су страдали Земун (који је опустошен) и Сремска Митровица (која је спаљена, а њено становништво је расељено).
Током 1397, снаге краљевине Угарске су упале у северне делове Србије и том приликом су привремено заузеле Борач, док су тврђаве Честин и Неваде издржале њихову опсаду.

#### Османски поход на Босну и побуна властеле
Своју офанзиву на Балкану, Османлије су наставиле у јануару 1398, нападом на Босну. На њиховом челу налазио се један од Бајазитових синова, а прикључио им се и кнез Стефан, са српским помоћним одредима. Овај поход, осим пљачкања Босне, није постигао никакав успех, а највећи кривац, према наводима Стефановог биографа, била је изузетно јака зима, због које „мало од војника и заробљеника, вратише се својим крајевима”.
Овај поход, покушао је да искористи део Стефанове властеле, да га збаци са власти. Њихове вође, војводе Никола Зојић и Новак Белоцрквић покушали су да преко властелина Михајла, прикажу Бајазиту неуспех похода на Босну, као последицу Стефанових веза са угарским краљем Жигмундом и да признавањем директно Бајазитове врховне власти, стекну самосталност у односу на кнеза Стефана. Тачан ток даљих дешавања није прецизно утврђен, али се зна да је Стефан знао за заверу, пошто га је о њој известио управо Михајло. Он је прво позвао на свој двор војводу Новака, који је имао поседе у Топлици (вероватно око Беле Цркве тј. Куршумлије) и у Хвосну (село Црколез код Пећи) и погубио га. Никола Зојић, који је имао поседе око Рудника, се након тога са породицом (супругом и четири ћерке) затворио у утврђену Острвицу и замонашио, чиме је изгубио своје поседе, али је и спасао свој живот.
Извесно је такође, да су њихове оптужбе стигле до Бајазита и већ у другој половини марта, османске снаге су ушле у Србију. Није познато шта су оне радиле у Србији, али се зна да нису кренуле у поход на неку од суседних држава, јер о таквом нападу нема података. Током пролећа, Стефанова мајка, монахиња Евгенија је са монахињом Јефимијом отишла код Бајазита, да би изгладиле односе између њих двојице. Оне су се вратиле у Србију пре 23. маја и успеле су да омогуће да Стефан буде примљен код Бајазита и лично се оправда пред султаном. Поред тога, оне су из Бурсе донеле и мошти свете Петке, које су, највероватније, смештене у крушевачку дворску цркву, Лазарицу. У овој мисији, највероватније им је помогла и Стефанова сестра Оливера, која се налазила у Бајазитовом харему. После њих, код Бајазита је отишао и сам Стефан. Он је, према наводима свог биографа, признао своју кривицу, након чега му је Бајазит све опростио и он се, пре 30. новембра, вратио у Србију.

#### Битка код Ангоре
Однос кнеза Стефана и Бранковића током ових година, није познат из историјских извора. Зна се да су они успели, највише помоћу новца који је Вук оставио на чување у Котору и Дубровнику, да поврате део некадашњих земаља. Почетком 1402, њихова област је обухватала делове Косова, Полимља, околину Сјенице и утврђено Брсково, а од пролећа исте године се јављају као Бајазитови вазали, са истим обавезама које је имао и кнез Стефан. Ван њихове контроле остали су Звечан, Јелеч и Глухавица, које су држале Османлије, односно Приштина, за коју се зна да је у марту исте године, била у саставу државе Стефана Лазаревића.
Велику промену прилика у Малој Азији и југоисточној Европи, изазвао је продор Татара под вођством Тамерлана, једног од највећих војсковођа у светској историји. Његов продор у Малу Азију, приморао је Бајазита да окупи своје снаге и покуша да му се супротстави у великој бици, до које је дошло 28. јула 1402, недалеко од Ангоре (данашња престоница Турске Републике Анкара).
У њој су османске снаге доживеле тежак пораз, а сам Бајазит је са једним од синова (Мусом) заробљен и већ идуће године је умро у заробљеништву. Главни разлог османског пораза, лежао је у издаји муслиманских снага из Анадолије, које су на почетку битке прешле на Тимурову страну, незадовољне Бајазитовом владавином. Ово је омогућило Тимуровим снагама да разбију Бајазитово лево крило и опколе његов центар, у коме се налазио сам султан са својим јањичарима (њих око 10.000). На десном крилу, налазили су се Бајазитови вазали, међу којима су били Ђурађ и Гргур Бранковић, Стефанов брат Вук и сам Стефан, који је уједно и командовао тим крилом. Он се нарочито храбро борио, што је изазвало дивљење и самог Тамерлана, који је чак наредио да се Срби пропусте и дозволи им се да напусте бојиште. Према савременим изворима кнез Стефан је са својим људима, којих је по савременом хроничару Дуки било 5.000 оклопника наоружаних копљима, у више наврата пробијао противничке редове у покушају да дође до Бајазита и извуче га из окружења. Он је на крају у томе и успео, али је Бајазит одбио да се повуче са њим, после чега је Стефан повео са собом његовог сина Сулејмана, пробио се кроз татарске редове и упутио ка Бурси. Византијски хроничар Лаоник Халкокондил наводи да су се „Срби борили, као ваздашњи јунаци, сваке похвале достојно” и додаје „да су са великом жестином нападали Џагатајце (Татаре), занесавши се у борби”, а о српској борби сведочи и један топоним Срп-Гази тј. Српски победник, у околини Ангоре.
Током борби, кнез Стефан је рањен, док је Гргур Бранковић заробљен и касније откупљен. У току битке, или непосредно након ње, заробљена је и Стефанова сестра Оливера, али је и она касније ослобођена, посредством договора који је Стефанов посланик склопио са Тамерланом. За Оливеру, по свему судећи, није плаћен откуп, захваљујући великом поштовању које је Тамерлан имао према њеном брату Стефану и она се вратила у Србију (пролеће 1403), а нешто касније се и трајно настанила у Стефановом двору, у Београду. На другој страни, Тамерланове снаге су већ 1403. напустиле Малу Азију, а он сам је преминуо почетком 1405, током свог похода на Кину. У Османском царству, Бајазитово заробљавање, а потом и његова смрт, покренули су међу његовим синовима грађански рат око власти.

### Деспот Стефан Лазаревић

#### Боравак у Цариграду
Стефан и Вук су се на свом повратку у Србију задржали у Цариграду, који се након неколико година ослободио османске блокаде. Јован VII, који је владао у име свог одсутног стрица, цара Манојла II, доделио је Стефану, током августа, високу византијску титулу деспота, која се, у византијској хијерархији, налазила одмах испод царске. Поред тога, уговорен је и брак између Стефана и Јелене Гатилузио, ћерке фирентинског господара Лезбоса, Франческа II и рођене сестре Јованове супруге Ирине.
Боравак Лазаревића у Цариграду, обележио је и почетак отвореног сукоба са Бранковићима. Ђурађ, који се на повратку такође нашао у Цариграду, затворен је у тамницу, по Стефановој наредби. Разлог за ово није познат, а доста познији хроничар, Мавро Орбин, као повод наводи Ђурђев план да се повеже са, Бајазитовим сином, Сулејманом, који је успоставио своју власт у европском делу Османског царства. Ово је највероватније тачно, јер се Ђурађ, након бекства из затвора уз помоћ свог властелина Родопа из Дренице током септембра, упутио Сулејману и од њега затражио војну помоћ у борби против Лазаревића.

Стефанов повратак копном у Србију био је онемогућен због непријатељства Османлија, које су недалеко од Хадријанопоља, побиле један одред Стефанових снага који се враћао из битке. Због тога је он са братом и око 260 преосталих војника, кренуо бродовима ка Србији, уз краће задржавање на Лезбосу. Њихов први циљ била је Зета, којом је владао муж Стефанове сестре Јелене, Ђурађ Страцимировић Балшић. Он их је примио у својој престоници Улцињу, након чега је отпочело организовање војске за сукоб са Бранковићима. Припреме су текле и у Србији, у којој је Стефанова мајка окупљала војску за помоћ својим синовима, док су истовремено Бранковићи са својим и османским трупама преузели контролу над путевима на Косову и Метохији, да би онемогућили Стефанов повратак.

#### Битка код Трипоља
Крајем октобра, Стефанова војска се из Бара, преко земље Балшића и млетачких поседа, упутила преко Скадра ка Косову. Избегавајући главне путне правце које су контролисали његови противници, Стефанове снаге су стигле до Грачанице и 21. новембра је код оближњег Трипоља, дошло до битке у којој су снаге Бранковића, ојачане османским одредима, поражене.
Стефан је своју војску, којој су се прикључили и одреди које је послала његова мајка, пред почетак битке поделио на два дела, као што су урадили и његови противници. Већи део трупа, ставио је под команду свог брата Вука и усмерио их против снага којима је командовао Ђурађ Бранковић, док је он, са мањим делом војске, напао османске одреде. Снаге под његовом командом су извојевале победу, али је значајну улогу у њој одиграо кесар Угљеша Влатковић. Он се као османски вазал налазио у склопу њихових снага, али је известио Стефана о њиховом ратном плану, а током саме битке је прешао на његову страну. Као награду за ово, Стефан му је потврдио власт над Врањем, Иногоштем (Сурдулица) и Прешевом, који су раније припадали његовом оцу и те области су прикључене у Српској деспотовини.
Лазаревићи су се после битке повукли у утврђено Ново Брдо, у коме је дошло до вербалног сукоба између Стефана и Вука. Деспот је млађем брату пребацио непознавање „ратне вештине и губитке у људству”, јер је главнина њихових снага, којом је командовао Вук, поражена у борби са војском коју је предводио Ђурађ Бранковић.
Победа код Трипоља, омогућила је Стефану да поврати своју власт и утицај у Србији, што је додатно учврстио током наредних година. Међутим, она није решила борбу са Бранковићима, чак ју је, у неку руку, додатно закомпликовала сукобом који је настао између Стефана и Вука. Његов млађи брат је у лето 1403. напустио Србију и упутио се код Сулејмана, да од њега затражи војску којом би старијег брата приморао да му уступи део државе на управу. Њега је у томе покушала да спречи њихова мајка, која је кренула за њим. Она није успела да га достигне пре његовог доласка код самог Сулејмана, због чега се и она сама упутила ка Бајазитовом сину. Током свог боравка на његовом двору, она је успела да, пре октобра 1404. године, помири браћу, а пошло јој је за руком и да изглади односе између Стефана и Сулејмана. Сам Стефан је током те и наредне године, настојао да избегне обнову непријатељстава према Османлијама.
Током 1403, Сулејман је у Галипољу закључио са низом хришћанских држава (Византија, Ђенова, Млетачка, Јовановци и Наксос) на Балкану, споразум којим је настојао да обезбеди своје поседе у Европи и започне офанзиву против браће у Малој Азији. Византија је овим споразумом престала да буде османски вазал и ослободила се обавезе да султану плаћа харач, док је у територијалном смислу повратила Солун са околином и низ градова на обали Мраморног и Црног мора. Једна од одредби овог уговора односила се и на самог Стефана, иако он највероватније није учествовао у његовом склапању. Према њој Стефан је задржавао своје дотадашње поседе, уз обавезу да и даље плаћа харач и шаље султану помоћне војне одреде, иако више није био у обавези да их сам предводи.

#### Повезивање са краљем Жигмундом
Измењене прилике у југоисточној Европи почетком 15. века, довеле су до приближавања деспота Стефана и угарског краља Жигмунда. Са једне стране, Стефану је био потребан јак савезник помоћу кога би могао да покуша да се ослободи османске превласти, али и да се одржи на власти у Србији, услед отвореног сукоба са Бранковићима, који су уживали Сулејманову подршку. На другој страни, Угарска се налазила у дубокој унутрашњој кризи, а сам Жигмунд је тек током 1403. успео да се врати у земљу и поврати контролу над њом, иако отпор његових противника није успео да сломи. Њему је због тога био потребан сигуран ослонац на јужној граници, која је у протеклом периоду била стално изложена комбинованим српско-османским нападима, а истовремено је настојао да обезбеди јаку базу за борбу против Османлија и евентуално ширење ка југу.
Преговоре је највероватније покренуо краљ Жигмунд, који је Стефану упутио посланство у коме се налазио и његов блиски сарадник, иначе фирентинског порекла, Филип де Сколарис. Циљ ове делегације било је сређивање односа две државе, што је крајем 1403. или почетком 1404. довело до склапања споразума између двојице владара. Према његовим одредбама, Стефан је прихватио вазалне односе према Жигмунду, док је од њега добио Мачву и Београд, који су током готово целог 14. века, били повод српско-угарских сукоба. Добијањем ових поседа, уз Голубац, којим је у то доба овладао, Стефан је учврстио своју северну границу, коју су сада чиниле реке Сава и Дунав.

#### Сређивање прилика у Србији и сукоби у Зети
У исто време (крајем 1403. или почетком 1404) Стефан је напао Бранковиће и њихове поседе око реке Ситнице, а потом је отпочео са нападима на области под османском контролом, у чему је можда имао и војну подршку угарских трупа. Не зна се тачно из којих градова и области је успео да потисне Османлије, али се сматра да је његова офанзива била уперена ка источној Србији и Косову. После ових успеха, он је успео да склопи мир са Бранковићима, а у то доба се преко своје мајке измирио и са самим Сулејманом.
Одмах по преузимању Београда, Стефан је започео обнову његовог утврђења, које су Османлије разрушиле 1397. године. Поред тога, он је започео и радове на развоју самог града, који су извођени до краја његове владавине, а већ 1405, Стефан је у њега пренео своју престоницу, која се до тада налазила у Крушевцу. У септембру исте године, он се оженио Јеленом Гатилузијо, али је само два месеца касније, смрћу његове мајке (11. новембра), Стефанова власт остала без јаког ослонца. Без обзира на то, прилике у Србији су се стабилизовале и она је почела да се развија и напредује, о чему сведочи повеља коју је у Борчу, 2. децембра исте године, издао Дубровчанима. Преговори око њихових трговачких повластица су вођени током те године, а деспот је овом повељом потврдио повластице које су они раније уживали. Она уједно представља и прву повељу неког владара из Србије, која је издата Дубровчанима после 1387. године. Крајем истог месеца, повељу им је издала и Стефанова сестра Мара Бранковић са синовима. Њом су Дубровчани обезбедили повластице за своје трговце у целој Србији, али је приметно да се није позвала на Стефанову повељу, иако се њен супруг Вук у својим повељама, увек позивао на оне које је издавао кнез Лазар.
Почетком 1405. избила је велика побуна локалног становништва у скадарском крају против млетачке власти. Разлог за њу лежао је у бахатом и осионом понашању млетачке власти, које се манифестовало конфисковањем имања која су потом дељена млетачким присталицама, ускраћивањем права православним црквама на простору под врховном влашћу Венеције и низом других злоупотреба власти. У овај сукоб се укључио Стефанов сестрић Балша III (1403—1421) који је настојао да поврати градове које је његов отац, Ђурађ II Страцимировић, својевремено уступио Млечанима (1396), да би се заштитио од османске најезде.
Он је помоћ у борбама затражио од Сулејмана, помагао му је и кнез Вук Лазаревић, али је и поред тога рат вођен без великих битака и јасног победника. У преговоре око склапања мира умешао се као посредник и сам деспот Стефан, али они нису уродили плодом, иако су вођени у више наврата. Он је прво у мају 1406. посредовао код Млечана, затим у јуну 1407. када је заједно са сестром Маром и Никитом Топијом требало да гарантује да ће Балша испунити обавезе, али мир није склопљен. Споразум о миру је напокон склопљен у јуну 1408. и у њему се Стефан помиње као један од гараната потписаног уговора, али ни он није ступио на снагу и конфликт је настављен.
Угарски краљ Жигмунд, основао је, у децембру 1408, витешки ред Змаја, којим је настојао да окупи своје присталице. Симбол реда био је змај, по коме је и носио назив, а први међу витезовима, према оснивачкој повељи од 13. децембра 1408, био је Стефан Лазаревић. Био је присутан на свечаности у част оснивања витешког реда која је одржана у Будиму, а симбол змаја био је присутан на његовом двору..

#### Побуна кнеза Вука
У то доба, крајем 1408, против Стефанове владавине се побунио његов млађи брат Вук. Разлог његовог незадовољства било је то што Стефан није желео да подели власт са њим и преда му део државе на управу. Он је због тога отишао код Сулејмана и од њега затражио војну помоћ за борбу против Стефана. Заузврат, обећао је да ће признати његову врховну власт, када добије своју државу, а у томе су му се прикључили и Бранковићи.
Већ почетком 1409, османске снаге су упале у Србију. Поприште сукоба било је Косово, а нарочито је страдала Приштина, о чему сведоче писма која су у фебруару стигла у Дубровник, од њихових трговаца из града. Дубровчани у Србији су такође добили инструкције да се, као грађани Републике, позову на њену неутралност током сукоба, али им је исто тако речено да не наносе штету Стефановим људима, као и да у случају напада на градове у којима се налазе, узму активног учешћа у њиховој одбрани. Стефану је у борбама помоћ пружио Жигмунд, чије су снаге, под командом Филипа де Сколариса, већ крајем јануара, преко Ковина, ушле у Србију. Његова брза реакција сведочи о томе да су Стефан и Жигмунд били свесни Вуковог одласка и предстојећег османског напада. Почетком маја, ка Србији је кренуо и сам Жигмунд, коме се прикључио и мачвански бан Јован Моровић, а већ у јуну је започела нова османска офанзива. После жестоких борби које су вођене током лета, снаге деспота Стефана и његових савезника су потиснуте, а сам Стефан се повукао и затворио у утврђени Београд. Он је одбио да се потчини Сулејману, али је био приморан на преговоре са братом, који су практично довели до поделе земље. Вуку је предат на управу њен јужни део, који је обухватао области јужно од Западне Мораве. Он је у њему самостално владао и признао је Сулејманову врховну власт, што су учинили и Бранковићи.
Поред сукоба у Србији, 1409. је донела још неколико значајних дешавања, која су утицала на промену прилика на Балкану. Сулејман је у јуну склопио мир са Млечанима, према коме су се они обавезали да му плаћају годишњи данак, а он им је признао њихове тадашње поседе у Зети и Скадарској области. Његов брат и један од супарника у борби око власти, Муса прешао је у Европу и почео је да око себе окупља присталице и савезнике за борбу против Сулејмана.

#### Грађански рат између Мусе и Сулејмана
Стефан и Муса су, услед сукоба са Сулејманом, били природни савезници. Преко свог посланика, војводе Витка, Стефан је прво проверио Мусину снагу и тек онда започео преговоре који су довели до склапања савезништва. Поред Стефана, Муси су се придружили и Бранковићи, али и кнез Вук. Његове снаге су, у доба када се Сулејман налазио у Малој Азији, отпочеле офанзиву. Почетком 1410. су заузеле Галипоље, а 13. фебруара су код Јамбола потукле Сулејмановог беглербега Синана, што је његовог брата приморало да проба да се врати у Европу и обрачуна са Мусом.
У томе му је подршку пружио византијски цар Манојло II, са којим је остао у пријатељским односима и који му је дао бродове за прелазак Босфора. Манојлово држање је значајно утицало на распоред снага на терену и врло брзо су Сулејману почели да прилазе и они који су подржавали Мусу. Помоћ у пребацивању његових снага у Европу, покушао је да пружи и кнез Вук, који је преко свог посланика настојао да почетком јуна у Венецији издејствује да се млетачка флота укључи у превожење трупа. Муса је успео да сазна за његово деловање и само га је интервенција деспота Стефана спасила сигурне смрти. Вук је врло брзо после тога пребегао Сулејману, што су учинили и Бранковићи.
Стефан и Муса су покушали да спрече прелазак Сулејманових снага у Европу, нападом на флоту која их је превозила. Они су код Галате успели да униште део бродова, али су Сулејманове снаге ипак успеле да пређу Босфорски мореуз.
До велике битке између два Бајазитова сина дошло је 15. јуна код Космидиона, тврђаве на обали Златног рога, испред самих копнених бедема Цариграда. Мусине снаге су потучене, а када је и он сам напустио бојиште, из битке се извукао и деспот Стефан. Он је започео своје одступање пратећи Златни рог ка Галати, али је византијски цар Манојло послао бродове по њега и превезао га у Цариград, иако се он сам налазио на Сулејмановој страни, у сукобу између Бајазитових синова.
Стефану је у Цариграду приређен свечан дочек, а његов боравак Манојло је искористио да му потврди титулу деспота и поново му преда венац деспотскога достојанства. После краћег боравка у византијској престоници, Стефан се са својом пратњом, у којој се налазио и Угљеша Влатковић, бродовима упутио ка Србији. Они су преко Црног мора и Дунава, кроз државу војводе Мирче, дошли у Голубац, крајем јула или почетком августа исте године.
Сулејман је после победе код Космидиона поново покушао да потисне са власти Стефана Лазаревића. Као после битке код Ангоре 1402, он је упутио у Србију Стефанове сроднике, да пре њега уђу у државу и преузму власт. Крајем јуна, упутио је Вука Лазаревића и Лазара Бранковића у Србију, док се он сам окренуо наставку борби са млађим братом, којег је још једном победио, 11. јула код Хадријанопоља.
Међутим, он није успео да изврши преврат у Србији. Током њиховог пута, српске принчеве су 4. јула ухватиле Мусине присталице у Филипољу. Вук је после већања о његовој даљој судбини погубљен, док је Лазар остављен у животу још неколико дана. Муса је преко њега покушао да уцени Ђурђа Бранковића да у предстојећој бици (код Хадријанопоља, 11. јула) пређе на његову страну. Пошто он то није учинио, већ је активно учествовао у Сулејмановој победи, Мусини људи су погубили Лазара. Врло брзо након тога, Стефан се вратио у земљу и преузео контролу над њом у целини, укључујући и њене јужне делове којима је, током претходне године, владао његов брат, кнез Вук.
Мусин положај је после пораза био озбиљно угрожен и он се повукао код Стефана, у Србију. Он је успео да задобије подршку Османлија у Европи, а прилазиле су му и друге Сулејманове присталице, неки због његових обећања, а неки и због Сулејмановог неуравнотеженог држања. Његове снаге су почетком 1411. потукле Сулејманове трупе код Сердике, док је он сам побегао из Хадријанопоља и покушао да стигне до Цариграда. На том путу, њега су ухватиле и убиле (17. фебруара) Мусине присталице, који је након тога постао једини владар европског дела Османског царства.

#### Измирење са Ђурђем Бранковићем
Његов долазак на власт није донео мир и стабилност Балкану, напротив он је врло брзо окренуо против себе и своје дотадашње савезнике. Српски посланик, кога му је Стефан упутио ради регулисања међусобних односа и потврђивања претходних договора, не само да у томе није успео, већ је једва успео да спасе и сопствени живот, мада је од Мусе добио дозволу да откопа Вука Лазаревића и његове посмртне остатке пренесе у Србију. Ово је била јасна објава рата и Стефан је одмах започео офанзиву. Он је ушао у пиротску област и одатле отпочео са нападима на Османлије, који су престали тек када му је Муса послао посланство и понудио преговоре.
Сарадња између Жигмунда и Стефана настављена је и током 1411, када је српски деспот, током јула, боравио у Будиму, у пратњи своје властеле. Том приликом је дошло до учвршћивања међусобних односа, али сам текст споразума или његове одредбе нису сачувани. Његов биограф наводи да је том приликом Стефан „учинио истиниту љубав са западнима”,, а Јованка Калић наводи „да је (Стефан) отада често одлазио у Будим и да се отуда није вратио без нових поседа које му је угарски владар штедро даривао и додаје да су угарски извори из тог доба разгласили да се српски деспот са својом земљом потчинио врховној власти угарског краља”.. Стефан је од Жигмунда добио поседе широм тадашње Угарске који су обухватали села, градове и руднике, а налазили су се у сатмарској, бихарској, саболочкој и торонталској жупанији. До краја лета, Жигмунд је склопио примирје са босанским краљем Остојом (прва влада 1398—1404, друга влада 1409—1418) и другим великашима из Босне, чиме су окончани вишегодишњи сукоби. Под његовом контролом је остала Усорска област, док је Сребрницу, највероватније током те године, уступио деспоту Стефану. Крајем године, Стефанова сестра и удовица Ђурђа II Балшића Јелена се преудала за војводу Сандаља Хранића Косачу, који се после склопљеног примирја, приближио Жигмунду. У мају идуће године, Стефан је са великом пратњом поново био у Будиму. Он је присуствовао великом сабору европске властеле на коме је дошло до помирења између Жигмунда и Владислава II (велики кнез Литваније 1377—1434, краљ Пољске 1386—1434), а поред њега на сабору су се појавили властела и краљ Босне, као и низ других балканских владара и велможа.
У исто време, Стефанова друга сестра Мара, се повезала са њим и у име свог сина Ђурђа, који се на челу својих снага тада налазио у Мусиној војсци, покушала да среди односе међу њима и помири их, у чему је и успела. Мусине снаге су у јесен 1411, опселе градић Селимврију на Мраморном мору, недалеко од Цариграда, у коме се налазио Сулејманов син Орхан, кога је византијски цар Манојло II истакао као кандидата за османски престо. Током опсаде, Муса је покушао да убије Ђурђа., али је он успео да се спасе бекством у саму Селимврију, са својим трупама. Потом се, преко Солуна, вратио у јесен 1412. у Србију и помирио са својим ујаком Стефаном, чиме је окончан сукоб између две породице који је изазвао поделу у самој Србији.

#### Борбе против Мусе и крај грађанског рата међу Османлијама
Против Мусе је створена широка коалиција, у којој су се налазили и османски заповедници неких делова Балкана, а придружио јој се и његов једини преостали брат Мехмед, који је владао азијским делом некадашње Бајазитове државе. Његов први покушај да пређе у Европу 1411. године завршио се поразом, али су борбе вођене и на другим фронтовима, тако да је крајем исте године Стефан са санџакбеговима Скопља и Ћустендила упао у Мусине земље. Зимско време и набујала Марица су спречили повезивање њихових и Мехмедових снага преко Серске области. Одговор на овај напад уследио је почетком 1412. године, када је Муса из околине Сердике преко Чемерника упао у Врањску област и опљачкао је, док се сам Угљеша Влатковић, који је управљао тим делом Српске деспотовине, једва спасао. Његове снаге су затим наставиле продор ка Новом Брду, али су на вести о доласку снага предвођених деспотом Стефаном, напустили Србију и упутиле се ка Солуну и Тесалији.
Нови Мусин поход започео је почетком 1413, нападом на бега Хамзу који је држао Соколницу и Сврљиг. Он је заробљен и погубљен, а Мусине снаге су после тога заузеле Бован и Липовац, као и читав низ других градова у Моравској долини (Копријан, Крушевац, Марково Кале, Петрус), као и Сталаћ, чији је заповедник погинуо пружајући јуначки отпор Мусиним снагама. Поред тога, његове снаге су, према извештајима које су у марту послали Дубровчани из Новог Брда, пустошиле Топлицу и Браничево.
Током овог периода, деспот Стефан је прикупљао своје снаге, а војну подршку је добио и од краља Жигмунда, али и од свог зета, Сандаља Хранића. Његове снаге су се код Крушевца састале са Мехмедовим заповедницима и после постигнутог договора је дошло до спајања њихових војски, које су се упутиле ка југу. На Добричу код ушћа Топлице, недалеко од Копријана, њима су се придружиле још неке Мусине присталице, укључујући и војсковођу Евреноса, након чега је настављен пут ка Овчем Пољу. Сам Стефан, Сандаљ Хранић и Јован Моровић су на Скопској Црној Гори напустили трупе и вратили се, а команду над њима је преузео Ђурађ Бранковић.
До битке је дошло 5. јула код села Чаморлу, испод планине Витоше, у данашњој Бугарској. Мусине снаге су успеле да у првој фази борбе потисну српску војску, али је Ђурађ нападом са бока, у коме се нарочито истакао велики челник Радич Поступовић, успео да разбије противничке редове и донесе победу савезничкој војсци. Током повлачења из битке, Муса је на реци Искру заробљен и убијен, чиме је после више од једне деценије окончан грађански рат у Османском царству. Стефан и Ђурађ су после битке признали врховну власт Мехмеда I, који је Стефану поред богатих поклона дао и неке области, укључујући тврђаву Копријан и област Знепоља.

#### Период мира
Крај грађанског рата међу Бајазитовим синовима, представља и почетак вишегодишњег мира за Србију, што је омогућило њен даљи привредни и културни развој. Стефан се војно није умешао у сукобе у Приморју, као и у борбе које су захватиле Босну] 1413. и трајно довеле Османлије у њу.. Жигмунд је 1415. покренуо две противофанзиве у Босни и док прва, почетком године, није успела да истисне Османлије, друга, средином године, се окончала потпуном катастрофом. Угарске снаге су у јулу на Лашви разбијене, а велики део племства је заробљен и спроведен у Звечан. Они су касније успели да се ослободе путем преговора и откупа, у чему је учествовао и сам Стефан, који је посредовао у ослобађању Јована Моровића.
Прилике у Босни је додатно закомпликовало убиство кнеза Павла Раденовића крајем августа 1415, иза кога су стајали краљ Остоја и Сандаљ Хранић, што је довело до сукоба између Павловића и Косача. Поред тога, османско присуство и неуспеси угарске војске, утицали су на племство у Босни да се окрене против Жигмунда, а једна од последица тога била је одлука сабора краља и властеле Босне, да се Стефану одузме Сребреница, али то због тадашње ситуације није било могуће спровести.
У ово доба дошло је и до великог црквеног сабора у Констанци на Боденском језеру, који је трајао од 1414. до 1418. и окупио је велики број црквене и световне властеле из католичких земаља. Сабор се бавио решењем Западног раскола, али и судбином Јана Хуса који је на крају погубљен (6. јула 1415), што је довело до Хуситских ратова. Поред тога, на њему је указивано и на опасност од Османлија, а међу учесницима сабора, нашло се и „једно посланство српског деспота, а није искључено да се и он сам тамо упутио”..
Сам деспот у том периоду, иако је био вазал османског султана, није одустајао од настојања да се ослободи османске превласти, о чему сведоче и наводи византијских посланика у Млетачкој републици, да би се у случају стварања шире антиосманске коалиције њој придружила и Србија.
Период мира, Стефан је искористио и да заврши своју монументалну задужбину, манастир Ресаву (Манасију), код данашњег Деспотовца. Њена градња је започета 1407. године, али је у неколико наврата прекидана због налета Османлија (1409, 1411—1413), да би коначно била завршена 1418. године.

#### Рат са Млечанима
Стефанов сестрић, Балша III је 1419. обновио своја непријатељства према Млечанима, чиме је отпочео Други скадарски рат. Иако је постигао одређене успехе (заузео је Дриваст), није успео да победи Млетачку републику и истисне је из Зетског приморја. Пошто је био тешко болестан и без мушког потомства, Балша је почетком 1421. отишао из Зете у Србију код Стефана. Њему је предао своје поседе и права у Зети и врло брзо је преминуо на Стефановом двору, 28. априла 1421. године.
Балшину смрт искористили су Млечани да поново овладају Дривастом, а потом и Улцињем и Баром, чиме су под своју контролу ставили целокупно Зетско приморје, јер су у борбама са Балшом заузели Будву, а Котор се сам ставио под њихову власт (1420). Против њих, своје право на Балшине поседе је истакао и војвода Сандаљ Хранић, а своју област су почели да шире и Ђурашевићи из Зетског залеђа. Међутим, Стефановим укључивањем у дешавања у Зети, Ђурашевићи су га признали за врховног господара и постали његове војводе (Ђурађ и Љеш), док му је Сандаљ препустио борбу са Млечанима.
Он није одмах започео борбу у Зети, вероватно и због смрти султана Мехмеда I 26. маја тј. доласка на власт његовог сина Мурата II (1421—1451), коју су Византинци покушали да спрече. Он је прво покушао да преговорима постигне мир у Зети, али је паралелно обављао и војне припреме. Пошто Млечани нису пристали да му врате Балшине поседе, он је у августу заузео Дриваст и дошао под Бар, док су Ђурашевићи заузели Светомихољску превлаку и Грбаљ. После почетка нових преговора које су иницирали Млечани и њиховог отезања, Стефан је у новембру заузео Бар и склопио са млетачким представницима примирје на пола године. Након тога је напустио Зету у којој је оставио војводу Мазарека да њом управља из Бара.
Идуће године (1422), док је примирје још било на снази, Стефан је у Венецију упутио војводу Витка да обнови преговоре о миру. Он је захтевао да му се врате сви поседи Балшића у Зети, почевши од Скадра, док су Млечани тражили да им Стефан врати градове и области које је заузео претходне године. Током преговора, захтеви обе стране су се смањили и постигнут је делимичан договор, али мир ипак није закључен. Истовремено, Млечани у Скадру су вршили припреме и снабдевали град за евентуалну опсаду, док је војвода Мазарек подигао низ утврђења дуж Бојане, да би контролисао бродове који њом плове. У другој половини године деспотове трупе су опселе Скадар који се нашао у тешкој ситуацији, али се опсада распала у децембру исте године. Повлачење српске опсаде, Млечани су искористили да прошире своју власт на неке пределе око Бојане, а у пролеће 1423. на њихову страну су прешли Паштровићи, који су за то награђени новцем и тканинама.
Борбе у приморју је Стефан препустио свом сестрићу Ђурђу, који је на челу српске војске, у којој је било и 8.000 коњаника, почетком лета 1423. опсео Скадар. Он је обновио утврде дуж Бојане, а на њеном ушћу је развукао ланац којим Скадар и физички одсечен од мора. Нова српска опсада је приморала Млечане да обнове мировне преговоре који су довели 12. августа до склапања Скадарског мира, према коме су Стефану признати Бар и Дриваст, 1.000 дуката годишње као и Балшићима, Млечани су се обавезали да му врате Будву и солане на Грбљу, а његовим трупама ће бити омогућен несметан прелазак преко њихове територије. Са друге стране, Млечанима су потврђени Котор, Улцињ и Скадар.
Иако је споразум потписан, до његове реализације није дошло због низа нерешених питања, али до нових борби није дошло. Преговори су настављени наредних година, прво у августу 1424. године у Плани, потом током лета 1425. године у Венецији, да би коначан мир био потписан 22. априла 1426. године у Вучитрну, између Ђурђа Бранковића са једне и скадарског капетана Франческа Квирина, са друге стране. Вучитрнски мир је био базиран на претходно потписаном Скадарском миру и касније су га ратификовали деспот Стефан (22. јула 1426) и Млетачки сенат (3. фебруара 1427).

#### Почетак сукоба са Муратом II и борбе око Сребренице
После смрти Мехмеда I, власт је преузео његов син Мурат II, али му је право на престо оспорио извесни Мустафа, који је за себе тврдио да је Бајазитов син и кога је подржавала Византија. Он је ослонац за своју борбу покушао да пронађе и у деспоту Стефану, коме је упутио посланике, али је Стефан наредио да се они ухапсе и пошаљу Мурату. После гушења ове побуне (1422), против Мурата се подигао и његов брат Мустафа, кога је опет подржала Византија. У борбама које су вођене током 1422. и 1423. године, победио је Мурат, док је Мустафа убијен. Нови султан је после тога упутио своје посланике у Београд да преговарају са Стефаном о међусобним односима. Они су окончани пре лета 1423. године и довели су до обнављања вазалних обавеза према султану.
Поред рата са Млечанима и сређивања односа са османским султаном, Стефан је у првим годинама треће деценије 15. века наставио своју блиску сарадњу са краљем Угарске Жигмундом. Крајем јесени 1421. године, краљ му је затражио да му пошаље помоћне одреде за борбе против Хусита, током Хуситских ратова. Српски коњаници, у склопу снага под командом тамишког жупана Филипа де Сколариса, учествовали су у борбама против Хусита, у децембру и јануару. Почетком 1423. године, Стефан је био део Жигмундове делегације на скупу у Кежмарку, на коме је угарски краљ настојао да одврати пољског краља Владислава II и литванског кнеза Витолда (1392—1430) од мешања у борбе које су захватиле Чешку, после побуне Хусита. Стефан је присуствовао и посети византијског цара Јована VIII (1425—1448) Будиму (лето 1424. године), који је тражио савезнике за ширу акцију против Османлија. У слично време, на угарском двору се појавио и посланик султана Мурата II са богатим даровима и предлогом о склапању мира. Не зна се поуздано да ли је са Јованом склопљен неки споразум, али је до неке врсте договора свакако дошло. Са друге стране, Жигмунд је прихватио преговоре са османским послаником и две стране су се договориле о склапању мира, који је трајао врло кратко, због сукоба око Влашке..
Односи између Стефана и Мурата су се дефинитивно погоршали током лета 1425. године. Муратов посланик који је дошао код деспота није га затекао у Србији, пошто се он тада налазио у Угарској, а вести из Србије су говориле о великим припремама за рат и одбрану земље. Утврђења су додатно наоружавана, а по Стефановој изричитој наредби морали су да се наоружају и Дубровчани у Новом Брду. По свом повратку, Стефан је одбио да прими османског посланика, који се вратио код Мурата и према наводима Стефановог биографа, своје утиске је сажео у реченицу: „Ако не пођеш на ове, они ће већ доћи на тебе”. Стефан је вероватно рачунао на стварање неке веће коалиције у борби против Османлија, а наставио је и са припремама за предстојећи рат.
Током јесени, османске снаге су се упутиле ка Србији. Стефан је покушао да избегне рат преко својих посланика које је упутио султану у Сердику, али његови предлози нису прихваћени и Муратове снаге су упале у Србију. Након заузећа Ниша, Османлије су упале у централно Поморавље и продрле до Крушевца, а њихов поход пратиле су пљачке и разарања. Стефан је добио војну помоћ од Жигмунда и у одбрани Србије му се прикључио Филип де Сколарис, али је и поред тога наставио да преко посланика покушава да прекине рат и оконча сукобе. Мурат је на крају прихватио његов предлог за преговоре и две стране су постигле договор о миру, након чега су се Османлије повукле из Србије.
У исто време је краљ Босне Твртко II (прва влада 1404—1408, друга влада 1421—1443) покушао да искористи Стефанов сукоб са Муратом и поврати Сребреницу. Пред његовим нападом, локално становништво и страни трговци су се повукли у тврђаву Сребрник, у којој је била смештена Стефанова војна посада. Тврткове снаге, међу којима су се налазили и Дињичићи, опселе су тврђаву, надајући се да Стефан због борби са Османлијама, али и због непрелазности реке Дрине у то доба године, неће бити у стању да пружи војну помоћ опсађеном граду. После склапања мира са Муратом, Стефан је са својим снагама кренуо ка Сребреници, прешао реку и разбио опсаду. Твртко се повукао у унутрашњост своје државе и из једног од својих утврђења је понудио Стефану преговоре, док су Дињичићи спалили сребрничко подграђе. Стефан је највероватније после тога проширио своју власт на области око Сребренице, а његове снаге су заробиле и непријатељску артиљерију коришћену током опсаде.

#### Сабор у Сребреници и споразум у Тати
Стефаново здравствено стање у то доба било је веома лоше, услед рана задобијених у биткама, због чега је он одлучио да озваничи питање свог наследника. Он је због тога, у духу немањићких традиција, сазвао црквено-световни сабор у Сребреници код Страгара, испод Рудника. На њему је пред патријархом Никоном (1420—1435) и властелом, прогласио за наследника свог сестрића Ђурђа Бранковића и од њих је затражио да га прихвате за свог господара и буду му верни. Поред тога, он је од самог Ђурђа затражио да се обавеже да ће наставити да води његову политику и да је неће мењати. Не зна се са сигурношћу када је сабор одржан, али се сматра да је до њега највероватније дошло током 1426. године..
Одлуку о свом наследнику, Стефан је одлучио да регулише и са краљем Жигмундом, са којим се састао у мају 1426. године у бањи Тати. Овим разговорима су присуствовали и представници Стефанове властеле, а највероватније и Филип де Сколарис. Њихов ток није познат, а постигнути договор је сачуван само у познијим преписима,који носе видљиве трагове прераде. Према њиховим наводима, Жигмунд је пристао да призна и прихвати Ђурђа као Стефановог наследника, а он је био у обавези да када преузме власт преда Жигмунду тврђаве Београд и Голубац, Мачву и неке поседе западно од Дрине (али не и Сребреницу). Сумњу у веродостојност ових одредби, поред знакова познијих преправки на тексту доносе и каснији догађаји. Мачва и област око Сребренице су остали у Ђурђевом поседу. Београд је предат Жигмунду тек после двомесечних преговора између њега и Ђурђа, а нејасна је и Стефанова одлука да настави да утврђује Београдску тврђаву, ако је одлучио да она буде предата Мађарима после његове смрти. Голубачки Град је његов заповедник, војвода Јеремија, предао Османлијама уместо Угарима.
О односима између Стефана и Мурата током 1426. године нема вести, али се сматра да је на снази био мир закључен претходне године и да сукоба није било. Сам Стефан је током пролећа присуствовао преговорима које је Жигмунд водио са Млечанима о нормализацији узајамних односа, ради склапања савеза против Османлија. Осим њега, разговорима је присуствовао и Филип да Сколарис, као и представници Фиренце који су покушали да посредују у разговорима. Са друге стране, Стефан је крајем лета понудио Млечанима да посредује између њих и Мурата у сукобима који су избили око Солуна, а предложио је и да се разговори воде у Србији. Млечани су га начелно прихватили, али до преговора и склапања мира није дошло.

#### Последња година
Почетком 1427, постало је јасно да Србију очекује нови османски удар, чега је био свестан и сам Стефан, који у једној својој повељи „није искључивао ни могућност да буде прогнан из земље и у туђини нађе смрт”.
Османске снаге су ускоро упале у Србију, заузеле Ниш и већ у фебруару су отпочеле опсаду Новог Брда и околних утврђења (Призренца и вероватно Прилепца), а касније су продрли у централно Поморавље, заузели Крушевац и још неке градове јужно од настанка Велике Мораве.
Поред османског напада, Стефан се крајем марта или почетком априла суочио са побуном рудара у Сребреници. Они су Стефановог надзорника Владислава, незадовољни његовим понашањем и мерама које спроводио, бацили кроз прозор „палате” у Сребреници, због чега је он умро, после чега се побуна проширила и на локално становништво. Уследила је брза и оштра реакција деспота Стефана, који је са војском ушао у Сребреницу и у крви угушио побуну. Добар део становништва је побегао, а они који су остали су сурово кажњени. У овим збивањима су страдали и неки дубровачки трговци у граду, а касније је за њих покушала да посредује дубровачка влада, али без успеха. У исто време, дошло је и до сукоба са Којом Закаријом, господаром Дања код Скадра, чији се посед налазио на значајној саобраћајници од Јадранског мора ка Србији, због чега је остваривао значајне приходе од царине. Разлози сукоба нису познати, а Стефан је покушао да царинским ратом изврши притисак на њега. Он је Дубровчанима забранио да робу за Србију возе преко његових поседа, због чега су се њихови представници жалили Стефану да трпе значајне губитке због тога. Даљи ток, као и крајњи исход овог сукоба, нису познати.
Деспот Стефан Лазаревић је изненада преминуо у суботу, 19. јула 1427. године, од последица срчаног удара. Он је на повратку из Шумадије, где је био у свом летњем двору у селу Бело Поље, ка Београду, застао недалеко од данашњег Крагујевца код места Главица где се налазила једна његова задужбина, да би се одморио и ручао, после чега је отишао у лов. Током њега, док је био на коњу, Стефана је ударила срчана кап. Он је после тога пренет у свој шатор у коме је и преминуо, а, према наводима његовог биографа, последње речи су му биле:„По Ђурђа, по Ђурђа”. На месту његове смрти, његов пратилац Ђурађ Зубровић је подигао мермерни стуб са натписом, који се данас налази у порти сеоске цркве у Марковачким Црквинама код Младеновца. Сахрањен је у својој задужбини, манастиру Ресави (Манасија) код данашњег Деспотовца. У тренутку његове смрти, османски одреди су опседали Ново Брдо и пљачкали по Србији, а неки су се налазили у близини Раванице.
Данас постоји спорење научника око тога где се налазе посмртни остаци Стефана Лазаревића, у манастиру Копорину или у Манасији.Антрополог и палеопатолог Србољуб Живановић сматра да су кости откривене почетком 80-их година 20. века у Копорину Стефанове, на основу њихових оштећења, која по њему, одговарају повредама за које се зна да их је имао Стефан Лазаревић. Са друге стране, током радова на реконструкцији манастирске цркве у Манасији почетком 21. века, откривени су земни остаци, за које руководилац тих радова, археолог Марин Брмболић, сматра да припадају деспоту Стефану. Он своју тврдњу темељи на месту самог гроба у цркви, које одговара гробовима Стефана Немање у Студеници односно краља Милутина у Краљевој цркви у Софији. Касније је урађена ДНК анализа тих остатака и њом је утврђено, са 99,9378 % тачности, да се ради о сину кнеза Лазара. Живановић сматра да се ради о његовом млађем сину Вуку, док Брмболић тај налаз сматра потврдом своје претпоставке да ти остаци припадају Стефану. ДНК анализа костију пронађених у Копорину, није обављена, пошто владика Браничевски није дао сагласност за њено обављање.

## Задужбине Стефана Лазаревића
Стефан Лазаревић је, попут свог оца и својих предака по мајци Немањића, био веома дарежљив према монасима и манастирима, а сматра се да је неколицини био и ктитор. О овоме говоре и записи монаха, који га и током живота, али и након смрти хвале без устезања. Без обзира на то, његово доба доноси и једну значајну промену у односу на његове претходнике, јер је он укинуо дотадашњу праксу да се села која се прилажу манастирским властелинствима ослобађају било каквих обавеза, почевши од оне војне.
Његова главна задужбина био је манастир Ресава, данас познатији као Манасија. Њена манастирска црква посвећена светој Тројици, триконхоналне основе, али без уобичајене украшене фасаде карактеристичне за Моравски стил, спада међу највише цркве српског средњег века и од ње је виша само дечанска црква Христа Пантократора. Њена спољашњост од белог мермера подсећа на романску обраду код споменика Рашког стила, а њен под од црвеног и белог мермера, који је очуван само у нартексу, представља ремек-дело и од њега је лепши само Призренски патос Душанове задужбине Светих Архангела, која је, у архитектонском смислу, послужила као узор црквама Моравског стила.
Према наводима свог биографа, Стефан је у Београду из темеља обновио манастир посвећен Богородици, при коме је било смештено седиште београдског митрополита. Део каменог надвратка са његовим уклесаним ктиторским натписом је пронађен у Београдској тврђави и данас се чува у Музеју града Београда. Поред тога, он је у Београду подигао и цркве посвећене светим Три Јерарха и светом Николи, које су се вероватно налазиле око данашње Скадарлије односно Новог гробља, уз коју се налазила и болница.
Пошто му се престоница готово четврт века налазила у Београду, локална предања му приписују да је подигао већину данашњих манастира и манастирских развалина у Београдском крају. Такав је некадашњи манастир посвећен Ваведењу у Винчи, затим манастири на Космају: Тресије, па Кастаљан и Павловац (уз које се показују остаци наводних Стефанових летњиковаца), као и Никоље на Руднику, али и сеоска црква у Марковачким Црквинама, поред споменика о његовој смрти. Од наведених, само се за Павловац сматра да је Стефанова задужбина, док су остале подигли други ктитори. Према најстаријој верзији оснивања, он је 1405. године основао и манастир Војловицу, код Панчева.
Стефанова задужбина би могао да буде манастир Копорин код Велике Плане, који је подигнут током његове владавине, али нема података ко му је ктитор, нити када је тачно подигнут. Према наводима летописа са самог краја 15. века, његова задужбина је и манастир посвећен Благовештењу у Горњачкој клисури, чије се рушевине датирају на крај 14. века
Као врховни владар тадашње Србије, Стефан је релативно често сликан у манастирима који су тада подизани. Увек је приказиван у склопу ктиторских композиција, а није редак случај да је насликан са моделом цркве у рукама, као својеврстан посредник између правих ктитора и храмовног свеца или чак самог Христа. Због оваквих композиција, у старијој литератури се могу наћи погрешна мишљења да је он био ктитор тих манастира, а такве грешке се јављају и данас.

## Стефанови портрети
Најстарији портрет Стефана Лазаревића налази се у склопу ктиторске композиције, у задужбини његовог оца, Раваници, која је данас готово једва видљива. Смештена је на северном делу западног зида (лево од улаза), на уобичајеном месту у црквама Моравског стила. Лик Стефана као дечака (сматра се да је живопис настао између 1384. и 1387. године) је најочуванији, али његова физиономија не одаје црте правога портрета. На фресци су представљени његови родитељи, а између њих су насликани Стефан и његов млађи брат Вук.
Са краја 14. века (из 1392. или почетка 1393. године) потиче готово уништени портрет кнеза Стефана из манастира Рамаће на Руднику. Поред њега, насликани су и његови родитељи, као један српски патријарх
У задужбини његове мајке Милице, Љубостињи, на западном зиду нартекса, насликана је Стефанова породица. На северном делу (лево од улаза) налазе се портрети Лазара и Милице, док су у јужном делу насликани Стефан са знацима владарског достојанства и његов брат Вук, а фреске се датују у период између 1402. и 1405. године. Ови портрети су врло далеко од реалистичког портрета, јер су типизирани до потпуне безличности, али су поједине њихове карактеристике вероватно веродостојне, попут боје косе, очију и облика браде. Стефанов лик је готово уништен, али се може видети да је приказан са плавим очима и плавом коврџавом косом.
У манастиру Руденици, на северном делу западног зида наоса, приказани су, између 1402. и 1405. године, деспот Стефан и његов брат Вук, док се на његовом јужном делу налазе његови прави ктитори (властелин Вукашин и његова супруга Вукосава). Стефан је насликан као крупан и плав човек који у рукама држи модел цркве који приноси на дар Христу и на тај начин је он представљен као неки посредник између Бога и својих поданика, стварних ктитора.
Током истраживања у Наупари, крајем 20. века, пронађени су најстарији слојеви фресака, а сматра се да пронађени делови владарске одоре (остатак фигуре је уништен) на источном зиду нартекса припадају деспоту Стефану.
Стефанов портрет, који се налази у Копорину, спада међу његове старије представе. Смештен је на јужном делу западног зида, а његов лик је у целини уништен.
У Каленићу је око 1415. године, насликан Стефанов портрет, уз ктиторе манастира (протовестијар Богдан са супругом и братом Петром). Они су насликани на северном зиду нартекса, а Стефан је приказан са кратком риђом косом, ретком брадом и брковима који се једва распознају.
Стефанова ктиторска композиција у Ресави, настала је између 1415. и 1418. године и налази се на западном зиду. Он у левој руци држи модел цркве, без нартекса, који приноси светој Тројици насликанима преко пута њега, али и самом Христу, који је приказан изнад њега како га левом руком овенчава тј. држи венац на његовој глави, а десном благосиља. Око самог Стефана се налазе два анђела који му пружају мач (здесна) односно копље (слева), док он у десној руци држи жезло са двоструким крстом. Према речима Светозара Радојчића:„Ни један српски владар није на портрету толико истакао свето порекло своје власти као Стефан Високи у Манасији”. Црте његовог лица су свакако јако идеализоване, док му је коврџава коса црвенкасто жута.
У селу Брезови код Ивањице, у цркви светог Николе, која је подигнута у првој половини 17. века постоји сачуван портрет деспота Стефана, смештен на северном зиду, у близини његовог споја са западним. Живопис потиче из истог периода (тридесете године XVII века), али се сматра да је Стефанов портрет рађен према аутентичној фресци, која је, на основу титуле, настала између 1421. и 1427. године. У прилог овоме иду археолошка истраживања која су показала постојање старије цркве, као и народно предање које цркву везује управо за Стефана Лазаревића. Поред њега, у цркви је насликан и кнез Лазар (западни зид).
Поред Стефанових портрета насталих на тлу тадашње Србије, један његов савремени портрет се налази на простору данашње Словеније. У данашњем месташцу Птујска Гора (раније Црна Гора), између Птуја и Рогашке Слатине, подигнута је 1410. године црква посвећена Богородици. У њеној унутрашњости се данас налази композиција настала у исто време, на којој је приказана Богородица са малим Христом, испод чијег плашта се у молитвеном положају налази 82 фигуре, које представљају представнике тадашњег угарског племства, међу којима је и Стефан, црквене великодостојнике и обичне људе.

## Стефан Лазаревић као књижевник
Доба Стефанове владавине доноси препород у српској књижевности, у коме је он учествовао и као писац, а не само као мецена. Његово деловање видљиво је кроз повеље и преводилачки рад, а писао је и самосталне текстове.
Његово најпознатије дело свакако је „Слово љубве”, песничка посланица упућена, највероватније, његовом брату Вуку, 1404. или 1409. године. За њу историчар књижевности Јован Деретић наводи да је један од најлепших краћих књижевних састава у нашој (српској) литератури средњег века, док академик Димитрије Богдановић наводи да у опису природе који се јавља у делу, као да се слути ренесанса. Поред „Слова љубве”, сматра се да је Стефан творац „Натписа на косовском мермерном стубу”, својеврсног епитафа који је почетком 15. века уклесан као спомен обележје, на месту Косовског боја. Дело познато као „Надгробно ридање над кнезом Лазаром”, од кога је сачувано само неколико уводних стихова, поједини научници приписују Стефану, али су мишљења о томе и даље подељена.
У повељама које је издао, Стефан је уносио владарске исповести, које су постојале у доба Немањића, али и његовог оца. Ови делови су писани пробраним, реторички украшеним изразом и блиски су повељама Стефана Немање, а по израженом личном печату који је у њима присутан, најближе су повељама Душана Силног. Поред његових повеља, у овај сегмент Стефановог књижевног стваралаштва спада и његов увод у „Законик о рудницима”, који је заправо сажета владарска аутобиографија, каква се среће у Хиландарској повељи Стефана Немање и Душановом Законику.
Историјски извори наводе да се Стефан бавио и превођењем, а познато је да је поред читања и писања на старословенском (тј. српске редакције старословенског језика), преводио са грчког и латинског језика. Један од његових превода вероватно је византијски спис из 12. века „О временима будућим”, који је преведен између 1400. и 1407. године.

## Свети Стефан деспот Српски
Стефана Лазаревића је канонизовала Српска православна црква, као Светог Стефана деспота Српског, на петстогодишњицу његове смрти 19. јула 1927. године. Слави се, на дан своје смрти 1. августа (19. јула по старом календару), заједно са својом мајком преподобном Евгенијом (Лазаревић).
Kивот у манастиру Копорин, за који се сматра да садржи његове мошти, отвара се два пута током године:
- 1. августа на дан његове смрти (по новом календару),
- 15. августа на дан славе овог манастира.

## Србија у доба Стефана Лазаревића
Током своје вишедеценијске владавине, Стефан је успео да оснажи Србију у сваком погледу и период његове владавине представља последњу блиставу епоху у историји и култури средњовековне Србије.
Он је на првом месту успео да оствари политичку стабилност, како на унутрашњем, тако и на међународном плану. Сломио је отпор дела властеле (1398) и учврстио централну власт, а настојао је да спречи унутрашњу поделу у земљи, у чему је и успео, иако је у једном тренутку био приморан да њене јужне делове преда брату Вуку на управу (1409). Као веран вазал султана Бајазита, осигурао је безбедност своје државе и од њега је добио већи део земаља Вука Бранковића (1396). Касније се повезао, првенствено са угарским краљем Жигмундом са којим је тесно сарађивао, али и са Византијом и Млечанима. Иако је био близак свим преговорима који су у Европи вођени ради стварања савеза против Османлија, успео је да одржи добре односе са њима. Захваљујући овоме, Србија већ од 1402, а нарочито после 1413. године, није била мета спољашњих напада и поприште борби, што је омогућило несметан развој на другим пољима. О стварању политички стабилних прилика у тадашњој Србији, сведоче и доласци представника Млечана (1403) и Дубровчана (1405), који први пут од смрти кнеза Лазара, настоје да за себе обезбеде трговачке повластице и безбедност њихових људи.

### Унутрашње реформе
На унутрашњем плану, Стефан је почетком 15. века (непосредно након 1405. године), извршио војно-административну реформу, чији је циљ био да се створи што ефикаснија војна организација и државна управа, која је требало да буде одговор и одбрана новонасталој ситуацији у којој се држава нашла.Њени детаљи нису прецизније познати, пошто се Константин Филозоф о њој изјашњава врло уопштено, али се на основу његовог исказа и сачуваних историјских извора могу реконструисати њене основе. Стефан је државу поделио на управне области под именом власти, на чијим челима су се налазиле војводе, које су на територији своје власти имале и цивилну и војну власт. Ова организација примењена је и на Зету, након склапања мира са Млечанима, при чему је Стефан оставио приморским комунама ранију аутономију. Државни управни апарат подељен је у три групе чиновника:
1. над вештми начелники (начелници појединих делова (ресора) државне управе)
2. телу својему сабљудатељи (његови телохранитељи) и иже и внутренејшиј чин (чланови деспотовог савета)
3. трећи внетрешњи чин (чиновници задужени за обласне и локалне власти)

Највиши државни чиновник у ово доба био је логотет или велики логотет, који је ту улогу имао још од доба кнеза Лазара.
На пољу војне организације и одбране земље, Стефан је увео неке промене и значајне новине, услед јасне претње коју су представљале Османлије. Као што је његов отац подигао читав низ утврђења, махом у својим источним (најугроженијим) областима, ради заштите од њихових пљачкашких одреда, тако је Стефан настојао да повећа војни потенцијал своје државе. Он тежи да повећа број пронија тј. ненаследних поседа који су додељивани појединцу на уживање док обавља војну службу, насупрот, до тада, далеко заступљенијих баштина односно наследних поседа. Тиме уједно и учвршћује своју тј. централну власт, пошто су пронијари зависили од владара, који је у било ком трену могао да им одузме пронију (имање), због чега су му били далеко оданији од властеле која је имала наследне поседе, које је било далеко теже одузети. Своје расположиве војне снаге, Стефан је повећавао и делимичним или ограниченим укидањем ослобађања од војних обавеза (учешће у рату, али и радови на подизању, одржавању и обнављању утврђења градозидање) манастирских имања, што је Немањићкој Србији било незамисливо. Стална ратна опасност, довела је и до јачања положаја војвода у градовима. Док је централна личност у градовима Немањића био кефалија, њега од почетка XV века у потпуности замењује војвода на кога прелазе и цивилни послови. Његов заменик био је војвода кулски, који је био командант градске тврђаве или њене цитаделе (куле). Поред великих војвода и крајишких војвода, у војној хијерархији се јавља и звање војводе војске, који се вероватно налазио на двору и био задужен за војна питања, а вероватно је у неким приликама командовао војском. Од Стефановог доба, јавља се заманичка војска, као засебан вид војне обавезе. Она представља општу мобилизацију војно способног становништва, а данашња историјска наука разликује три нивоа њене примене:
1. у најширем смислу, када је читава држава угрожена и односи се на целокупну њену територију
2. у ужем смислу, крајишка (краиштна) војска, када је нека погранична област (крајиште) угрожена упадом непријатеља и односи се на територију тог крајишта
3. у најужем смислу, потечица, када се у некој области јављао пљачкашки одред и односила се на ту област, али не на цело становништво, већ је број мобилисаних људи зависио од јачине пљачкаша које је требало уништити.

Већ крајем 14. века (пре 1395), Стефан уводи нови порез (данак господски) унче, који се прикупљао два пута годишње, па се у изворима јавља као зимске (данак господства ми) и летње унче (војница,војштатик). Једна унча износила је 20 тадашњих динара, па је годишње свака кућа давала по 40 динара. Овај порез Стефан је увео и Дубровчанима који су живели у Србији, можда већ почетком 1414, а дефинитивно од краја 1418. године, а касније и у Зети. Износио је 1 дукат годишње односно око 42 динара, тако да је цело становништво Србије плаћало готово исту суму, а процене историчара се крећу да се годишњи приход, по овој основи, кретао од неколико десетина до пар стотина хиљада дуката. Поред овог пореза, у Србији се од Стефановог доба, јавља и порез намењен плаћању данка предвиђеног вазалним обавезама према османском султану. Он није био стално на снази, већ је увођен у доба када су те обавезе постојале, а у изворима се наводи као данак турски, турска плата, работа великог господара, харач.

### Привреда и развој градова
Привредни успон тадашње Србије, огледа се пре свега у наглом развоју рударства, чему је Стефан допринео и доношењем посебног Законика за ту област. Према подацима из Дубровачке архиве, који се односе на 1422. годину, количина сребра која је увезена из тадашње Србије и Босне, при чему већи део потиче из Србије, износи 5.67t, што премашује једну петину укупне тадашње европске производње тог племенитог метала. Главна рудна област било је Ново Брдо, са својим гламским сребром, које се вадило и у Јањеву, а остали већи центри били су Трепча, Плана, Копорићи и Остраћа на Копаонику, као и Рудник и Сребрница на северу земље. Почетком 15. века отварају се рудници Запланина и Ливађе на Копаонику, а око 1420. године почиње експлоатација рудника на Авали, затим Бохорине, Крупња и Зајаче, као и нових рудника на Копаонику (Беласица и Ковачи).
Развој рударства довео је до успона трговине и развоја градских средишта. Сребро је постало главни извозни производ тадашње Србије, али није престао ни извоз традиционалних извозних производа средњовековне Србије, воска, живе стоке и кожа. Извоз је обављан углавном преко јадранских градова, превасходно Дубровника, а у мањој мери Котора и градова око ушћа Дрима и Бојане (Скадар и градићи око њега), али је ишао и преко Београда ка средњој Европи, а има података да је био усмерен и ка Серу и Солуну, али у далеко мањој мери. Према речима Десанке Ковачевић Којић: „У доба деспота Стефана Лазаревића извозна трговина се све више разгранавала, а по обиму и по вредности промета достигла је до тада невиђене размере”. Поред промена у структури извоза, долази до значајних промена и међу увозним производима, међу којима се, уз уобичајене производе широке потрошње (попут соли), сада јављају и луксузни предмети (као што су свила, друге скупоцене и обичне тканине са Истока, италијанских градова и других делова Европе, бисери и друге драгоцености). У самој Србији, у градовима и на трговима, трговало се махом домаћим производима из непосредне околине, а њихов састав се може видети из делова Статута Новог Брда у коме наводи да се у њему продавало: брашно, хлеб, сир, воће, вино, сочиво, риба, бравље и говеђе месо, затим лој, кравље, воловске и јареће коже, дрво и дрвени ћумур. Стефан је утицао на развој трговине у својој држави и низом мера и повластица којима је са једне стране подстицао домаће становништво да се бави њом, а са друге стране ограничавао Дубровчане и смањивао њихов, готово монополски положај. Развој рударства и трговине, пратио је и развој занатства, нарочито златарства. Занатлије су биле организоване у струковна еснафска удружења на чијем челу се налазио протомајстор, а поред домаћих, у градовима су биле присутне и дубровачке занатлије.
Велика градска средишта и тргови, развили су се око великих рударских центара (првенствено Ново Брдо, затим Трепча, Рудник и Сребрница) или у непосредној близини више њих (Приштина и Вучитрн). Развијају се и градови дуж траса караванских путева ка Дубровнику (Трговиште и Јелеч) и другим трговачким центрима (Дебрц и Ваљево (у Мачви ка Угарској), затим Лесковац, Сталаћ, Крушевац, Равно (Ћуприја) и Параћин (у Моравској долини), потом Прокупље (у Топлици ка Моравској долини и Нишу), као и Призрен (ка Скадру и Забојани)), а неки од њих се јављају по први пут у изворима, попут Чачка (1405) и Смедерева (1410). Посебно место међу градовима тог доба, заузима тадашња престоница Београд, који тада постаје значајно трговачке средиште, као посредник између Балкана и тадашње Угарске тј. средње Европе. Академик Десанка Ковачевић Којић наводи да напредак градова, као и њихово умножавање дају обележје владавини деспота Стефана Лазаревића и утичу на читав развој српске државе оног времена.

#### Београд у доба деспота Стефана
Крајем 1403. или почетком 1404. године Стефану је предат Београд и у њему се од 1405. године, по први пут, налази престоница Србије. Период Стефанове управе градом може се оценити као његова највећа обнова и најинтензивнији развој у средњем веку. Давањем великих повластица и олакшица становницима града, Стефан је успео да у њега привуче, како домаће становништво, тако и стране трговце и занатлије који су оформили своје колоније, а међу њима је највише било Дубровчана. Захваљујући овим мерама и великом приливу становништва, Београд је постао једно од главних средишта трговинске размене између тадашње Угарске (а преко ње и средње Европе) и Балкана. У самом граду је подигнут читав низ објеката неопходних за његово нормално функционисање од цркава (поред православних, постојала је и католичка), преко пекара и воденица, до пристаништа, царинарница и тргова (пијаца/продавница), укључујући и један на коме се трговало искључиво рибом. Стефан је, као велики заштитник културе и уметности, на свом двору у Београду окупљао учене људе из Србије и околних земаља, што је од њега претворило у средиште српског културног и књижевног живота.
Београдска тврђава је током овог периода (1403/1404—1427), такође доживела велики развој, а укупна брањена површина је повећана десет пута, од 1.6ha на преко 15 ha. Прво је изведена обнова и доградња постојећег утврђења:
- Византијски кастел је обновљен, ојачан подизањем две квадратне куле на спољном (југоисточном) бедему, а унутар њега је подигнут двор и велика донжон кула (кула Небојша)
- Српско подграђе је ојачано кулама и дограђен му је бедем ка Сави, чиме је формирано још једно, знатно веће, пристаниште

Потом је уследило подизање Горњег Града (са системом двоструких бедема и контраескарпом са сувим шанцем) који је био приближно правоугаоне основе (димензија 300 x160 m, површине око 4,2 ha). Последњу (трећу) фазу изградње Београдске тврђаве, у овом периоду, представља подизање бедема Доњег Града, од Горњег Града до Дунава (у дужини од око 330 m) и дуж речне обале, од овог бедема до утврђеног (западног) подграђа. Овим радовима је заштићена велика целина, око 9.5ha, која је обухватала трговачко подграђе са пристаништем и комплексом Митрополије.

### Културни напредак
Почетком 15. века, формирана је Ресавска правописна школа, која представља трећи тип правописа српске редакције старословенског језика, који је био у употреби до 18. века и преласка на рускословенски језик. Његов настанак је последица деловања Стефана Лазаревића који је окупљао и пружао уточиште ученим људима, не само из своје државе, већ и из околних области и земаља. Њихова делатност на превођењу непреведених дела са грчког, поправљању постојећих превода и њиховом преписивању, која је обављана првенствено у манастиру Ресави и Београду, али и на самом деспотовом двору, створила је нови правопис којим се настојало да се писање врати свом старом облику, за шта су као узори послужили српски зетско-хумски, бугарски и грчки правопис.„Наднационални карактер ресавског правописа представљао је значајан наговештај хуманизма и ренесансе у српској култури”.
На Стефанов захтев, његов каснији биограф, Константин Филозоф, после 1423. године, написао је „Сказаније о писменех” (Повест о словима), правописно-граматички трактат који је нека врста првог значајног покушаја формулисања и сређивања, па и нормирања тих правила (већ конституисаног ресавског правописа). Сам ресавски правопис се током времена мењао, а неке од нових ствари у њему, у односу на претходно важећи рашки правопис, направиле су писани српски језик компликованијим и мање практичним.
Превођење и преписивање књига рађено је за потребе цркве, али и властеле, а нарочито самог Стефана који је имао најлепшу и најпотпунију библиотеку. У њој је осим богословских и поучних текстова било филозофских списа и књига из историје и поезије, а сматра се да би Стефан могао бити наручилац Минхенског псалтира. На основу данас сачуваних извора, зна се са сигурношћу за 18 књига које су преписане и/или преведене по Стефановој наруџбини. О његовом односу према преписивачима сведочи пример Инока из Далше, који је за Стефана преписао 8 књига. Њега је Стефан позвао да са Свете горе дође у Србију и препише му неке књиге. Када је завршио свој посао он је желео да се врати на Свету гору, али га је Стефан наговорио да остане у Србији са својим сарадницима и да наставе свој преписивачки рад, а за њихове потребе је основао манастир Далшу код Голупца. Један од познатих преписивача и преводилаца, био је Григорије Хиландарац, који је превео „Хронику” Јована Зонаре, а зна се и за светогорског монаха Доситеја, који је преписао књиге о царевима из Старог завета. Главно средиште преписивачке делатности у ово доба је манастир Ресава у коме се ствара Ресавска преписивачка школа и који постаје највећа и најбоље организована српска и једна од истакнутијих европских скрипторија (преписивачких радионица).
На пољу књижевности, наставља се стварање оригиналних књижевних дела, којима претходи стваралаштво монахиње Јефимије и Данила Бањског Млађег (1390—1396). Најзначајнији писац овог периода, свакако је Стефанов блиски сарадник Константин Филозоф. Поред превода са грчког и већ поменутог дела „Сказаније о писменех”, његово најважније дело је „Житије деспота Стефана Лазаревића”, написано 1431. године, на захтев патријарха Никона и властеле. Према мишљењу Јована Деретића његово дело чини завршну етапу у развоју наших (српских) старих животописа од хагиографије ка историји тј. биографији, али је истовремено његов израз просто окован реториком да је створена толика збрка и нејасност у излагању, да се на моменте тешко може разабрати шта хоће да каже. Његово дело је значајно и као нека врста извора за настанак и развој епске народне поезије, јер се догађаји описани у њему јављају као централне теме неких епских песама. Поред њега, почетком XV века у Србији ствара и Григорије Цамблак, који је написао „Житије Стефана Дечанског”, „Службу Стефану Дечанском” и „Опис преноса моштију свете Петке из Бугарске у Србију”, а међу значајне писце овог доба, убраја се и Грк Антонија Рафаил Епактик (Дошљак), који је крајем друге деценије XV века написао „Похвалу кнезу Лазару”.
Развој архитектуре, започет током последње четвртине 14. века под кнезом Лазаром, настављен је и под његовим сином Стефаном. На пољу сакралне архитектуре подижу се цркве у Моравском стилу, насталом под утицајем цркава у Душановој задужбини Светим Архангелима код Призрена. Поред Стефанове задужбине Манасије, током његове владавине подиже се и манастир Каленић, чија црква спада међу најлепше примере овог стила.
Још већи напредак остварује се у домену фортификационе архитектуре. Упади Османлија приморали су његовог оца да подигне јака утврђења на својим југоисточним границама (Пирот, Прокупље, Сталаћ и друга), као и да своју престоницу и задужбину додатно утврди. Стефаново доба доноси значајна побољшања у односу на новитете које су у српску војну архитектуру унели Крушевачки Град и Раваничко утврђење, а видљиви су на великим радовима извршеним на Београдској тврђави, као и на утврђењу Манасије, које по примени неких одбрамбених решења превазилази и саму Београдску тврђаву. Уместо уобичајеног бедема, изузетно ретко заштићеног шанцем, код Раванице и Малог Града у Крушевцу јавља се систем двоструких бедема са шанцем, који код Београда достиже своју савршенију форму додавањем ескарпе (косо нагнута унутрашња страна шанца). У широку употребу улазе машикуле (којих у Београду има релативно мало на капијама, док су у Манасији оне готово свуда, не само по кулама, већ и по бедемима), а уз главне капије се јављају по две куле, уместо по једне, као до тада. Напредак је видљив и на Донжон кулама оба утврђења, које по својим димензијама (висина им је нешто преко 30 m) увелико превазилазе дотадашње примере. Поређења ради, Донжон кула у Крушевцу је била висока око 16, у Сталаћу 19.5, у Магличу око 20, док су куле које су чувале капију у Манасији високе око 22 метра.
Моравски стил у архитектури пратио је и засебан стил у сликарству, а једно од његових ремек-дела је фрескосликарство у Каленићу, настало око 1413. године. Према мишљењу историчара уметности и академика Светозара Радојчића, живопис у Каленићу има три основне црте:
лаки светли колорит
пригушену пластичност људских ликова
веома наглашене линије
Једна од најлепших и најпознатијих фресака из Каленића је Свадба у Кани, а читав живопис показује необичну сличност са живописом цариградске цркве Христа Спаситеља у Пољу, која спада међу ремек-дела византијске уметности, из доба Ренесансе Палеолога. Живопис у Стефановој задужбини Манасији је такође високих естетских вредности, али је очуван у много мањој мери. Најзначајније фреске, уз ктиторску композицију на западном зиду, су Христова чуда и Свети ратници (у наосу), затим Причешће апостола и Поклоњење жртви (у олтарској апсиди), као и прикази библијских пророка у куполи.

## Стефан Лазаревић у народном предању
Високи Стеван, како га народно предање назива, спада у ред змајевитих јунака, а Веселин Чајкановић издваја три основне карактеристике његове митолошке личности:

…„Срби браћо, од боја јунаци

Сијеците српске крвопије!

Гоните их Шами и Медини,

Да се к нама више не поврате.”

Па оданде Турке потиснуше,

Све их гоне, нигда не престају,

Доћераше мору дебеломе,

Прећераше Шами и Медини.

Тадај Стеван на обалу дође,

Турски топуз у море бацио,

И овако тихо говорио:

„Када топуз из мора изаш’о,

Онда Турчин преко мора преш’о

И Крушевца мога освојио,

Опет српско царство задобио.”

Па се с војском у Крушево врати.

Када био на градску капију,

Кад му топуз виси о капији,

Погледа га и топуз познаде,

Онда Стеван војску заставио,

Па овако војсци говорио:

„Храбри Срби, моји витезови

Ми моремо и коњи нам могу,

Ал’ залуду кад нам Бог не даде,

Ово царство више за нас није,

Наши стари врло плахи били,

Код милога Бога згријешили,

Бог нам дао турску крвопију,

Не би л’ смо се опет повратили

И миломе Богу угодили,

Једа би нам гр’јехе опростио,

Пак нам српско царство поклонио”

- путовање по свету
- рођење Јанка и Јање
- неуспешна борба са Турцима

Он каже да је „највише митова о њему забележено далеко од његове уже области, у Херцеговини, Босни, на Приморју” и додаје да је „у тим крајевима Стеванова личност добила најизразитије митско обележје”.
Према народном веровању Високи Стеван је рођен из везе змаја са кнегињом Милицом, чиме се објашњавају његове натприродне јуначке особине. Чест мотив везан за њега су путовања, неретко прерушеног у просјака. То је општи митолошки мотив путујућег божанства (прерушеног у просјака) које иде светом и гледа како људи живе, награђујући добре и кажњавајући зле. Та црта је уочљива и у митолошкој личности светог Саве, који је ту особину, по мишљењу Чајкановића, преузео од некадашњег Српског врховног бога, а карактерише и епског Марка Краљевића.
У различитим облицима, али са истом основном радњом, забележена је прича о рођењу близанаца, Јанка и Јање, чији је отац био Стеван. Стеванов син, Јанко је епски Сибињанин Јанко (историјски Јанош Хуњади), који је због свог порекла послије ишао у Србију и био се с Турцима као тражећи своју очевину. Његова ћерка, Јања, је мајка једног од јунака епских песама, Бановић Секуле, а сви Стеванови потомци су, кроз његово змајско порекло, наследили и надљудске карактеристике и способности. Ова прича такође представља општепознати митолошки мотив о (путујућем) божанству које пристаје да ступи у добровољни однос са девојком из домаћинства које му је указало гостопримство и на тај начин поклони људима свој плод. Слична митолошка прича, везана је и за Тезеја, односно једну од легенди везаних за његово рођење, према којој је његов отац био, бог мора, Посејдон.
Народни уметник говори и о борбама Високог Стевана са Турцима. У делима се описују његове страховите победе над њима, али он ипак не успева да избори коначну победу над њима тј. трајно их протера из Србије, не због своје евентуалне неспособности или мањка војске, већ искључиво због уплива више силе тј. сам Бог Свевишњи му то не дозвољава. Његова настојања обично су пропраћена са бацањем клетве везане за немогуће дешавање које се ипак деси, што је релативно чест мотив, не само у српској, већ и у другим митологијама.

## Стефанови поседи у краљевини Угарској
Краљ Жигмунд је Стефану даровао многобројна добра по Угарској: у Срему му је даровао градове Купиник (Купиново), Земун, Митровицу (Сремска Митровица) и Сланкамен, а у торонталској жупанији у Банату бечејски (Нови Бечеј) и бечкеречки (Зрењанин) спахилук, а деспот је такође постао и велики жупан торонталске жупаније (1404. године).
Даље, деспот Стефан је добио поседе у околини Дебрецина у средишњем делу Угарске. Посед се састојао од самог града Дебрецина, трговишта Бесермењ и 34 села у околини та два места у бихарској и суседној саболчкој жупанији; а у источној Угарској, у сатмарској жупанији, које је обухватало је мање насеља, свега 15 села и пустих селишта, али је зато имао важне трговачке и рударске градове Сатмар, Немци, Нађбању (Rivulus Dominarum) и Фелшебању (Medius Mons). Деспоту је било поверено и управљање сатмарске жупаније.

## Занимљивости и популарна култура
Његов лик се појављује у филму Бој на Косову, из 1989. године и у филму Пут ружама посут, из 2013. године.
Стефан Лазаревић има чак две улице у Београду: Булевар деспота Стефана и Високог Стевана.
По њему су назване ОШ „Деспот Стефан Лазаревић” Бабушница, ОШ „Деспот Стефан Лазаревић” Београд и Орден Светог деспота Стефана Лазаревића.

## Извори и литература
Извори
- Константин Филозоф (1431). Житије деспота Стефана Лазаревића (на језику: српски). Приступљено 12. 12. 2021.
- Лазаревић, Деспот Стефан (1979). Књижевни радови. Српска књижевна задруга. стр. 241.

Литература
- Божић, Иван (1979). Немирно Поморје XV века. Београд: Српска књижевна задруга.
- Веселиновић, Андрија (1995). Држава српских деспота (1. изд.). Београд: Војска.
- Веселиновић, Андрија; Љушић, Радош (2001). Српске династије (1. изд.). Нови Сад: Платонеум.
- Деретић, Јован (2005). Културна историја Срба. Београд. ISBN 978-86-331-2386-0.
- Деретић, Јован (2007). Историја српске књижевности (четврто издање). Београд. ISBN 978-86-86003-45-4.
- Дероко, Александар (1950). Средњевековни градови у Србији, Црној Гори и Македонији. Београд: Просвета.
- Дероко, Александар (1985). Монументална и декоративна архитектура у средњевековној Србији (на језику: српски). Turistička Štampa. Приступљено 12. 12. 2021.
- Ивић, Алекса (1928). Родословне таблице српских династија и властеле (III допуњено изд.). Нови Сад  — преко Викизворника.
- Марковић, Василије (1920). Православно монаштво и манастири у средњовековној Србији (I изд.). Сремски Карловци.
- Миладиновић-Радмиловић, Наташа (2017). „Ктиторска гробница деспота Стефана”. 600 година манастира Павловац. Младеновац.
- Милановић, Александар (2004). Кратка историја српског књижевног језика (на језику: српски). Завод за уџбенике и наставна средства. ISBN 978-86-17-11104-3. Приступљено 9. 12. 2021.
- Младеновић, Александар (2007). Повеље и писма деспота Стефана Лазаревића. Чигоја. стр. 368. ISBN 86-7558-450-4.
- Nicolle, David (1999). Nicopolis 1396: The Last Crusade (на језику: енглески). Bloomsbury USA. ISBN 978-1-85532-918-8. Приступљено 12. 12. 2021.
- Острогорски, Георгије (1969). Историја Византије. Београд: Просвета.
- Поповић, Душан Ј. (1957). Срби у Војводини. Књ. 1: Од најстаријих времена до Карловачког мира 1699. Нови Сад: Матица српска.
- Поповић, Марко (2006). Београдска тврђава (на језику: српски и енглески) (II допуњено изд.). Београд. ISBN 86-908427-0-5.
- Пурковић, Миодраг (1978). Кнез и деспот Стефан Лазеревић. СПЦ. стр. 164.
- Радојчић, Никола (1962). Закон о рудницима и деспот Стефан Лазаревић. САНУ/Научно дело. стр. 100.
- Радојчић, Светозар (1996). Портрети српских владара у средњем веку. Београд. ISBN 978-86-80879-07-9.
- Станојевић, Станоје (1910). „VIII Борба српскога народа с Турцима”. Историја српскога народа. Београд  — преко Викизворника.
- Ферјанчић, Божидар (1960). Деспоти у Византији и јужнословенским земљама (PDF). Београд: Научно дело.
- Fine, John Van Antwerp (1994). The Late Medieval Balkans: A Critical Survey from the Late Twelfth Century to the Ottoman Conquest. University of Michigan Press. ISBN 978-0-472-08260-5.
- Чајкановић, Веселин (1994). Студије из српске религије и фолклора: 1925—1942. Београд. ISBN 978-86-379-0281-2.
- аутора, Група (1982). Историја српског народа II. Београд.
- Kazhdan, Alexander, ур. (1991). The Oxford Dictionary of Byzantium. Oxford and New York: Oxford University Press. ISBN 0-19-504652-8.